# ستيفن أوليفر (ملحن)
ستيفن أوليفر (بالإنجليزية: Stephen Oliver)‏ هو ملحن بريطاني، ولد في 10 مارس 1950 في تشستر في المملكة المتحدة، وتوفي في 29 أبريل 1992 في لندن في المملكة المتحدة بسبب إيدز.

## وصلات خارجية
- ستيفن أوليفر على موقع IMDb (الإنجليزية)
- ستيفن أوليفر على موقع ميوزك برينز (الإنجليزية)
- ستيفن أوليفر على موقع قاعدة بيانات برودواي على الإنترنت (الإنجليزية)
- ستيفن أوليفر على موقع ديسكوغز (الإنجليزية)
- ستيفن أوليفر على موقع قاعدة بيانات الفيلم (الإنجليزية)